# Súng trường STV
STV (viết tắt từ Súng Trường Việt Nam hay Súng Tiểu liên Việt Nam) là một dòng súng trường tấn công và súng tiểu liên được sản xuất tại Việt Nam bởi Nhà máy Z111, tất cả sử dụng cỡ đạn 7,62×39mm (giống AK).
Tính đến năm 2021, các mẫu súng trường STV-215 và STV-380 được phê chuẩn là súng trường tiêu chuẩn của Quân đội nhân dân Việt Nam theo chương trình hiện đại hóa lục quân ở cấp sư đoàn theo mô hình sư đoàn mạnh, trong khi phiên bản mới nhất là STV-022 cũng bắt đầu được bắt gặp sử dụng bởi quân nhân Việt Nam.

## Lịch sử
Năm 2014, Quân đội Nhân dân Việt Nam đã thông qua việc sử dụng dòng súng trường IWI Galil ACE 31/32 làm súng trường tiêu chuẩn. Phía Việt Nam đã mua lại giấy phép sản xuất chúng trong nước tại Nhà máy Z111. Tuy nhiên, chúng không giống hệt nguyên mẫu của Israel mà được sửa đổi của IWI Galil ACE để phù hợp hơn với địa hình và khí hậu Việt Nam, đồng thời đưa vào nhiều chi tiết của AK hơn. Điều này được thực hiện nhằm tạo sự quen thuộc và dễ dàng chuyển đổi từ các loại súng trường tấn công AK-47 và AKM cũ, vốn được Lực lượng Vũ trang Nhân dân Việt Nam quen sử dụng và khai thác trong một thời gian dài.
Quá trình sửa đổi này là sự kết hợp giữa các mẫu STL-1A và Galil ACE, dẫn đến sự hình thành một mẫu súng trường mới được đặt tên là GK1 và GK3. Mặc dù vậy, không có nhiều thông tin được tiết lộ về các mẫu này. Rất có thể súng trường STV hiện tại là kết quả của việc phát triển và sửa đổi thêm các nguyên mẫu GK1 và GK3.
Năm 2019, Nhà máy Z111 đã tiết lộ hai mẫu súng trường mới với mã định danh là STV-215 và STV-380, trong đó con số cuối thể hiện chiều dài của nòng súng. Hai mẫu súng trường mới này sẽ thay thế mẫu IWI Galil ACE 31/32 để trở thành dòng súng trường tiêu chuẩn của Quân đội nhân dân Việt Nam.
Vào năm 2020, hai biến thể mới của súng trường STV đã được tiết lộ. Những mẫu súng trường này được đặt tên là STV-410 và STV-416. So với hai biến thể trước, những biến thể mới sẽ áp dụng nhiều chi tiết AK hơn. Hiện tại, STV-215 và STV-380 vẫn là các mẫu súng trường tiêu chuẩn được ban hành.
Cuối năm 2022, phiên bản mới nhất và nhỏ nhất của dòng là STV-022 đã được ra mắt tại Triển lãm Quốc phòng quốc tế Việt Nam 2022, cùng với việc các quân nhân bảo vệ an ninh tại sự kiện này cũng sử dụng khẩu súng này. STV-022 cũng đã được bắt gặp được sử dụng trên thực địa bởi Bộ đội Biên phòng Việt Nam.
STV-215/380 lần đầu được trang bị chính thức vào năm 2022 tại Sư đoàn 10, Quân đoàn 3 theo mô hình biên chế sư đoàn kiểu mới. Ngoài ra, STV-215/380 cũng xuất hiện tại diễn tập DT23 vào cuối năm 2023. Sau khi sáp nhập quân đoàn 1, quân đoàn 2 thành quân đoàn 12, cuộc diễn tập binh chủng hợp thành này đã cho biết diện mạo mới của Quân đội Nhân dân Việt Nam, những người lính mang súng trường STV cùng với áo giáp kiêm áo trang bị và mũ chống đạn mới ở các đơn vị như Sư đoàn 308, Sư đoàn 312, Sư đoàn 325,...Ngoài ra súng trường STV còn xuất hiện ở một số đơn vị cấp quân khu như Sư đoàn 306, Sư đoàn 968,... Phiên bản rút gọn STV-022 được trang bị rộng rãi bởi các lực lượng vệ binh của một số đơn vị cấp quân khu,quân đoàn và bộ đội biên phòng.Thậm chí còn được trang bị ở một số đơn vị cấp địa phương.

## Thiết kế
Nhìn chung, tất cả các biến thể đều tương tự nhau và chủ yếu được xây dựng dựa trên cơ sở thiết kế của IWI Galil ACE. Tất cả chúng đều sử dụng cỡ đạn7,62x39mm và có thể sử dụng bất kỳ băng đạn tiêu chuẩn nào của AK-47 / AKM.
Nhờ một số cải tiến và công nghệ vật liệu mới nên dù cơ chế hoạt động hoàn toàn giống như dòng súng AK nhưng STV có một số ưu điểm tốt hơn các phiên bản AK đời cũ như: thước ngắm dạng lỗ có độ chính xác cao hơn, ray picatiny có thể lắp linh hoạt nhiều loại kính ngắm, độ giật khi bắn thấp hơn, tuổi thọ nòng súng cao hơn (đạt 15.000 viên so với 10.000 viên của AKM)
Các mẫu súng trường STV đều có cần lên đạn nằm ở cạnh phải, giống như tất cả các mẫu IWI Galil ACE sản xuất tại Việt Nam (khác với dòng Galil ACE nguyên bản vốn có cần lên đạn bên trái). Tuy nhiên, cơ chế chọn bắn sử dụng theo kiểu AK truyền thống. Tay súng và ốp lót tay được làm bằng polyme và tất cả các mẫu súng đều có báng gấp được. Một loa che lửa đầu nòng kiểu lồng chim được sử dụng trên tất cả các mẫu STV.
Một đoạn ray picatinny tiêu chuẩn được lắp ở phía trên thân súng, giúp có thể bổ sung thêm các phụ kiện như các loại kính ngắm viễn xạ, kính ngắm điểm đỏ và kính ngắm ba chiều. Khe ngắm sau được đặt ở phía sau cùng thân súng (trên các dòng AK nguyên thủy, khe ngắm sau đặt ở giữa thân súng). Ngoại lệ duy nhất là STV-416, không lắp bất kỳ ray picatinny nào.
Tuy là được điều chỉnh để giống với các mẫu AK đang trong trang bị, Việt Nam lại giữ lại chốt gắn lưỡi lê tương tự như dòng Galil ACE nguyên bản trên phiên bản STV-380. Điều này cho thấy khẩu súng này sử dụng lưỡi lê M7 thay vị lưỡi lê 6Ch4 truyền thống của AK. Chốt lưỡi lê này cũng có thể được sử dụng để gắn súng phóng lựu OPL-40M vốn thiết kế riêng cho STV-380
Trên các phiên bản STV-215 và STV-380, có bổ sung thêm một thanh ray picatinny nằm ở dưới cùng của ốp lót tay, thường được sử dụng để gắn các phụ kiện như ống phóng lựu M203 hay OPL-40M do Việt Nam sản xuất, giá chân chống trước, đèn chiếu tia laser hoặc đèn pin. Tay súng cho hai loại này được tích hợp sẵn trên thân súng. Báng súng sử dụng kiểu gấp tương tự như FN FAL PARA và có bao gồm một miếng đệm chống giật bằng cao su. Hai biến thể này cũng có chung hệ thống ngắm đầu ruồi và lỗ xả khí lùi tương tự như loại dùng cho IWI Galil ACE.
Cả STV-410 và STV-416 đều thiếu ray picatinny ở phía dưới ốp lót tay. Thay vào đó, chúng được bổ sung một bộ gá kẹp phóng lựu ngay dưới nòng súng chính. Chúng cũng có một khe thoát hơi khác biệt và vành cò súng giống kiểu dáng của AK. Ốp che máy lùi của súng cũng độc lập với thân giống như kiểu AK (các biến thể khác được gắn vào thân). Hai biến thể này sử dụng báng gấp polymer kiểu AK như STV-215 và STV-380. Đầu ruồi và lỗ xả khí trên hai biến thể này nằm khá xa nhau.
Chưa có nhiều thông tin về biến thể mới nhất là STV-022. Tuy nhiên, dựa theo các hình ảnh được công khai, STV-022 có sự tương đồng lớn về ngoại hình so với STV-215 ngoại trừ việc loại bỏ phần báng súng để làm khẩu súng càng gọn nhẹ hơn.

## Biến thể

### Các phiển bản được đưa vào phục vụ chính thức

#### STV-215
STV-215 là phiên bản carbine của STV-380. Nó được sử dụng cùng với STV-380 như một trong những mẫu súng trường tiêu chuẩn được biên chế cho Quân đội nhân dân Việt Nam. STV-215 tương đồng với STV-380 về mọi mặt, nhưng chiều dài nòng là 215mm ngắn hơn so với STV-380.

#### STV-022

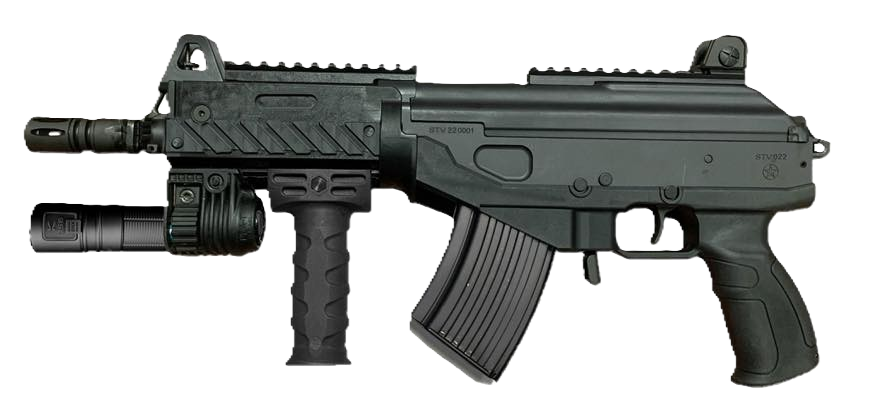
STV-022 với tay cầm và đèn pin, đi kèm với băng đạn 15 viên, băng đạn 30 viên cũng có thể được sử dụng.

Về cơ bản là STV-215 nhưng không có báng súng. Đây là biến thể nhỏ gọn nhất trong cả dòng STV. STV-022 vẫn sử dụng đạn 7,62×39mm bất chấp kích thước gọn nhẹ của nó, được trang bị cho lực lượng cảnh vệ.

#### STV-380

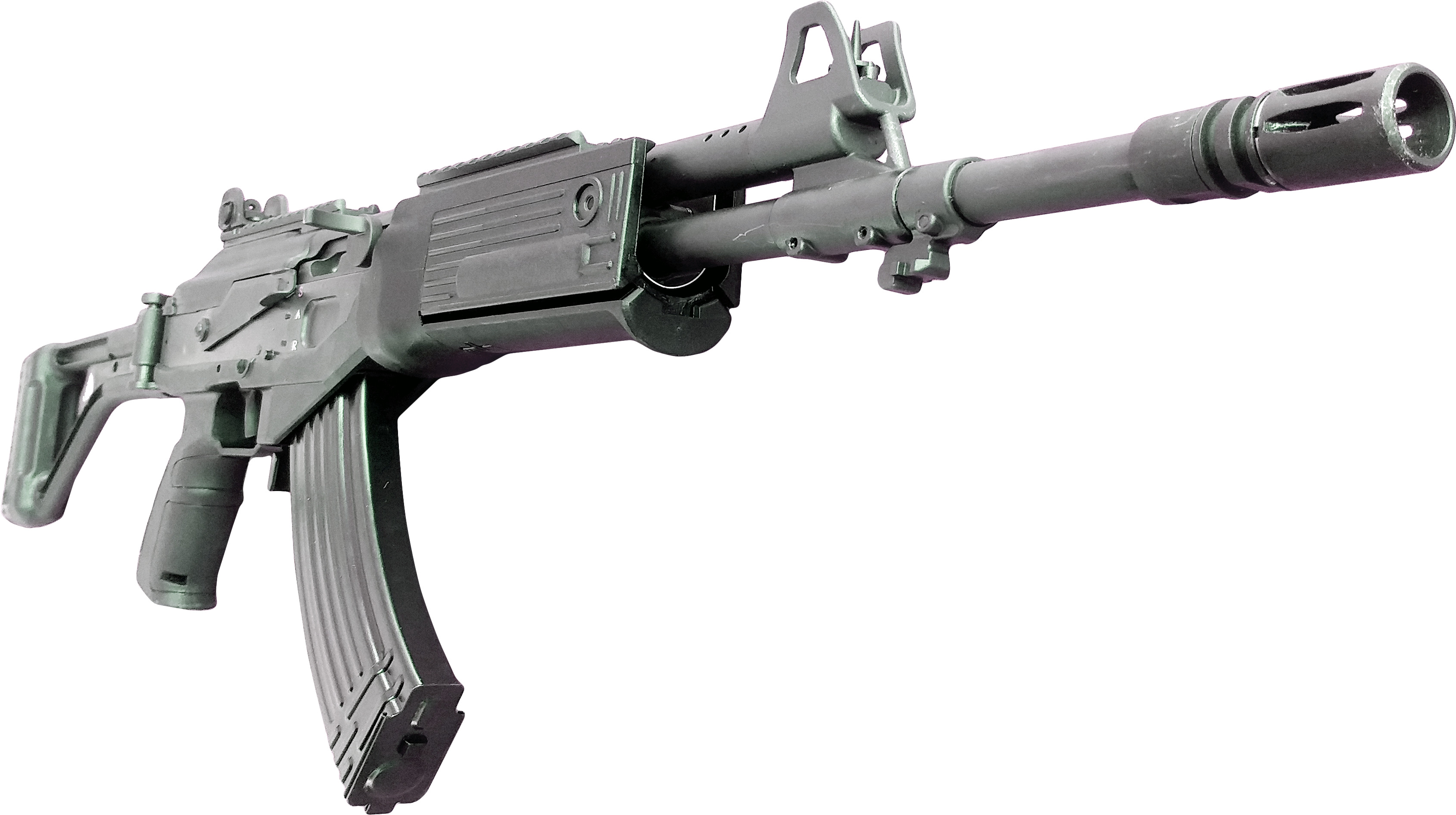
STV-380 với góc nhìn từ trước

STV-380 là một trong những phiên bản súng trường tấn công tiêu chuẩn được ban hành cho Quân đội nhân dân Việt Nam. Chiều dài nòng của nó là 380mm, chiều dài súng kể cả báng súng 900 mm. Sử dụng báng súng có thể gập lại tương tự như FN FAL PARA. Khi gập báng súng thì chiều dài còn 600mm. Cũng đã xuất hiện biến thể báng rút kiểu M18. Súng có thể được gắn kèm lưỡi lê và súng phóng lựu

### Các nguyên mẫu thử nghiệm

#### STV-270
Một phiên bản khác của STV-215, có nóng súng được kéo dài đến 270mm để đốt cháy toàn bộ lượng thuốc súng.

#### STV-410
STV-410 là súng trường tấn công với nòng dài 410mm. Cấu tạo của súng nhìn chung giống với AK-15. Thanh ray picatinny được kéo dài suốt ốp lót tay trên. Đầu ruồi và lỗ xả khí lùi tương tự như trên AK-12/15.

#### STV-416
STV-416 là một loại súng trường tấn công giống như các dòng AK nguyên thủy của Liên Xô/Nga. Phiên bản này là biến thể duy nhất không có ray picatinny, nhưng thay vào đó, STV-416 bao gồm một bộ gá bên để lắp các thiết bị ngắm phụ trợ như kính ngắm quang học, thiết bị ngắm chấm đỏ và một bộ gá dưới để lắp súng phóng lựu. Khe ngắm sau được đẩy lên sau ốp lót tay tương tự như AK-47. Đầu ruồi và lỗ xả khí lùi tương tự như AK-103.

### Các phiên bản khác
Một số mẫu súng khác được phát triển dựa trên nền tảng của súng trường STV, tuy nhiên với các đặc điểm thiết kế riêng biệt các các nhiệm vụ khác nhau. Các mẫu này sử dụng cỡ đạn 5.56×45mm NATO.

#### STL-5.56VN

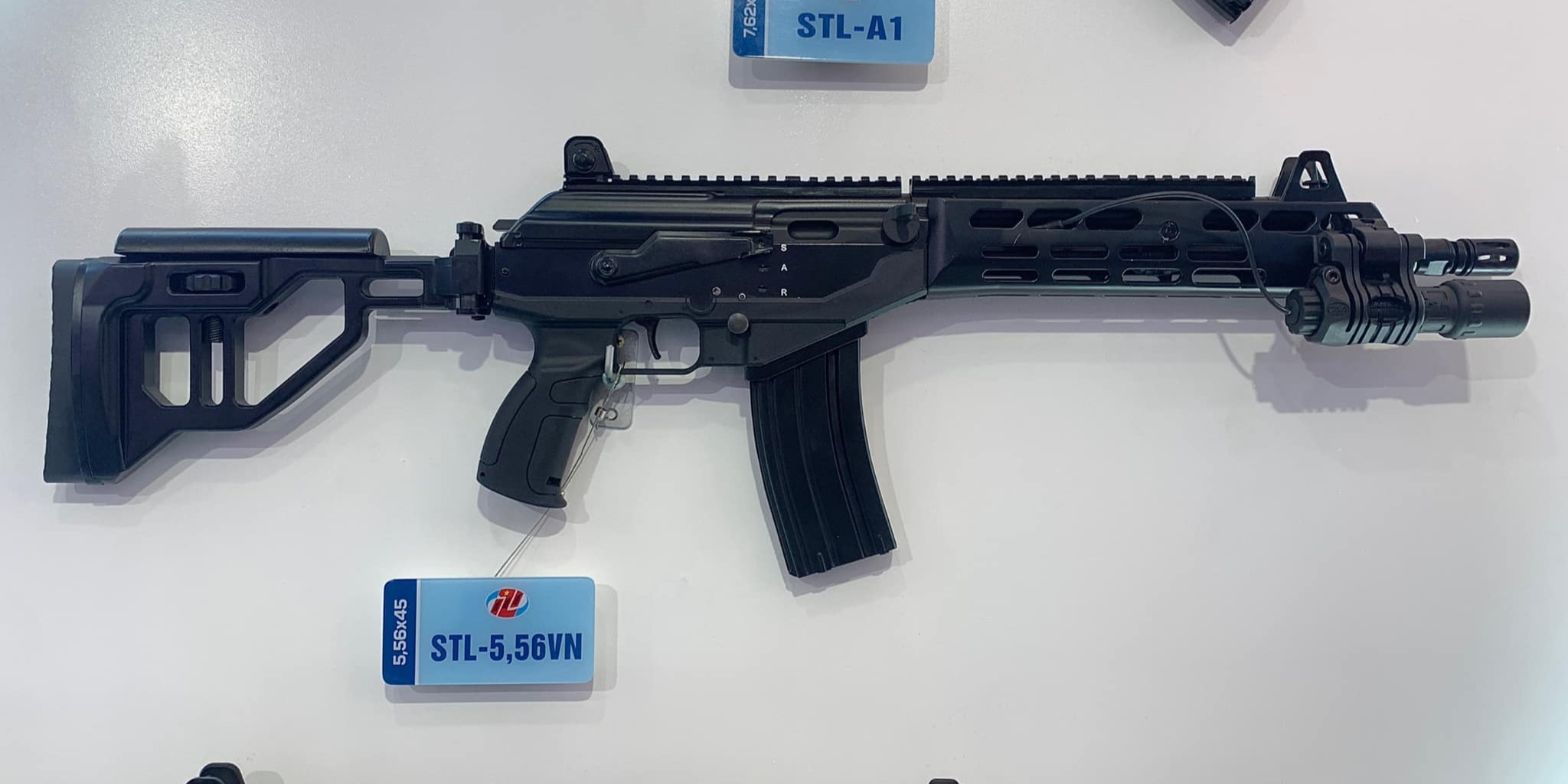
STL-5.56VN tại Vietnam Defence Expo 2024.

Có ngoại hình giống với Galil Ace Gen 2, STL-5,56VN có hộp khóa nòng và ốp lót tay gần như tường đồng với các mẫu súng khác trong họ STV. Phiên bản này cũng có báng gập khá tương đồng với báng ORSIS T-5000 và thanh picatiny chạy dọc chiều dài nắp khóa nòng và ốp lót tay. Mẫu súng này dùng cỡ đạn 5.56×45mm NATO.
STL-5.56VN được giới thiệu lần đầu tại Triển lãm Quốc phòng quốc tế Việt Nam 2024.

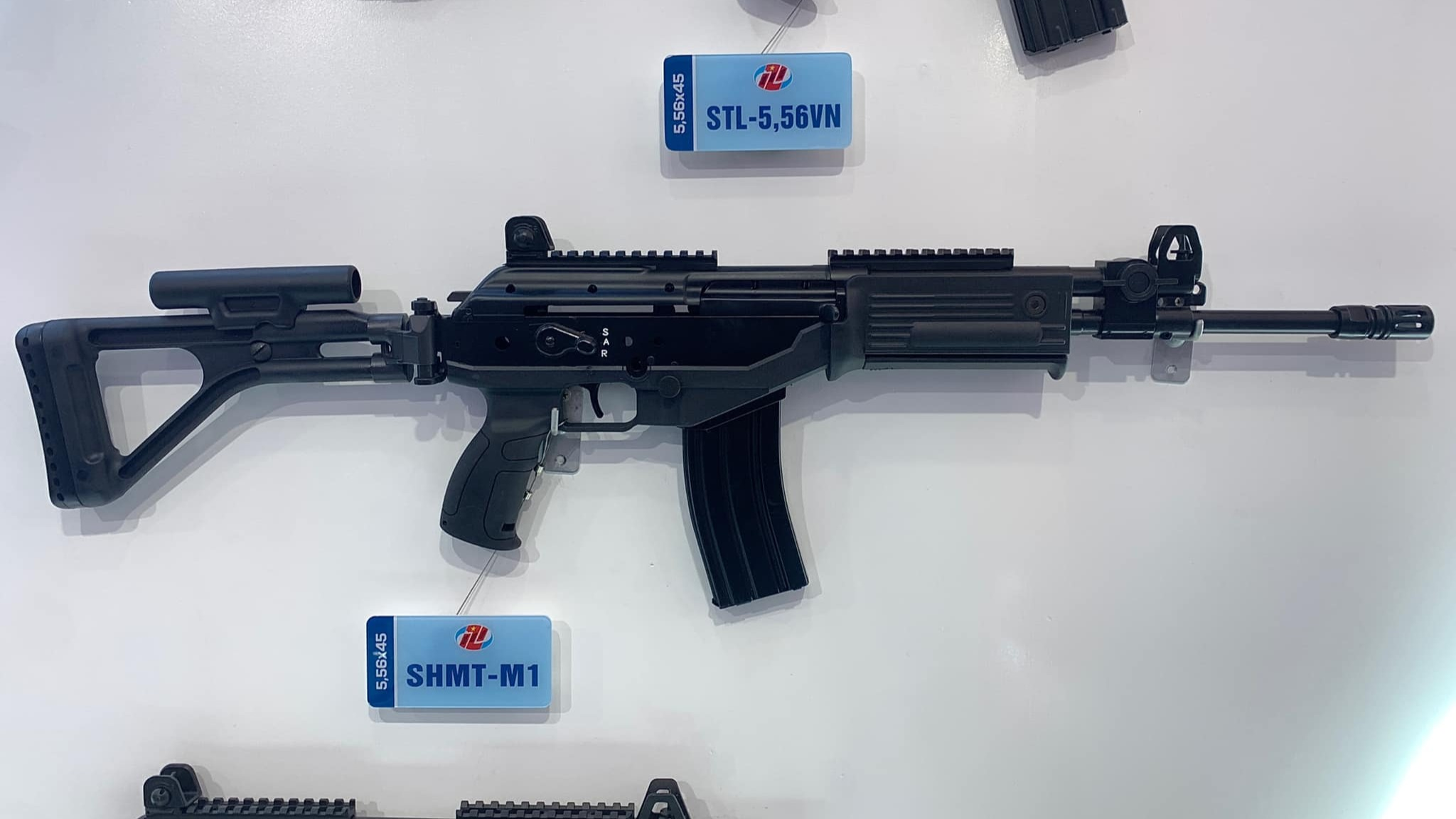
SHMT-M1

#### SHMT-M1
Một phiên bản súng đa môi trường được phát triển dựa trên Galil ACE, SHMT có nghĩa là “Súng Hai Môi Trường” (Dual-Environment Rifle). Khẩu súng hiện đang dược thử nghiệm bởi lực lượng  người nhái. Nó có bộ điều áp khí  để tuần hoàn nước vào và ra. Ngoài ra, súng còn được trang bị báng gập kiểu STV và cần lên đạn nguyên bản theo phong cách Galil Ace. Nắp bệ khóa nòng được khoét lỗ và cắt rãnh để nước có thể thoát ra khỏi cơ cấu hoạt động dễ dàng hơn khi piston di chuyển trong quá trình tác chiến dưới nước. Vũ khí này cũng có nút thả hộp đạn, tương tự như trên AR-15/M4. Được biết, một loại đạn đặc biệt cỡ 5,56×45 mm đã được phát triển riêng cho khẩu súng này nhằm sử dụng khi bắn dưới nước.
SHMT-M1 được giới thiệu lần đầu tại Triển lãm Quốc phòng quốc tế Việt Nam 2024